# 알렉산더르 알렉산드로프 (우주비행사)
알렉산더르 파나이오토프 알렉산드로프(불가리아어: Александър Панайотов Александров, 영어: Aleksandr Panayotov Aleksandrov, 1951년 12월 1일~)는 불가리아의 전직 우주비행사, 군인이다.
공군 아카데미를 졸업한 뒤 1978년 3월 1일에서 1988년 6월 17일까지 우주비행사로 근무했다.

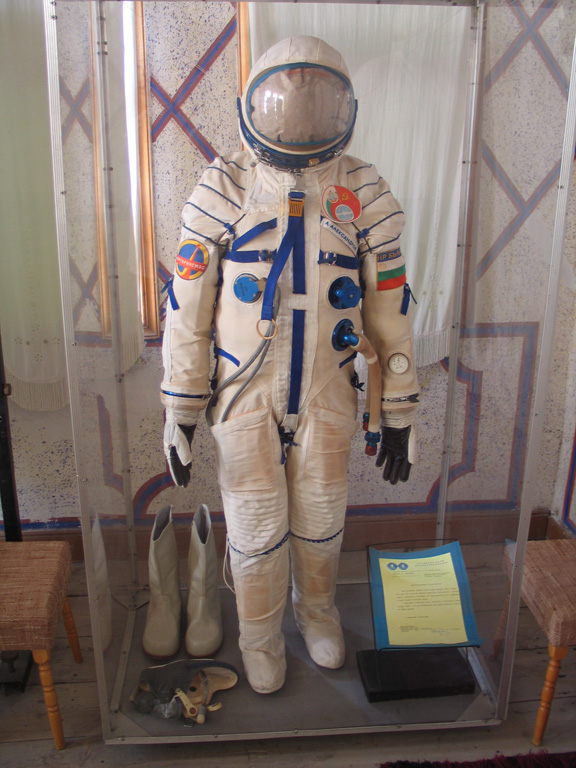
알렉산드로프가 착용했던 소콜 우주복